# Süthen
Süthen ist ein Ortsteil der Gemeinde Küsten in der Samtgemeinde Lüchow (Wendland) im niedersächsischen Landkreis Lüchow-Dannenberg. Der Ort liegt 6 km westlich von Lüchow in der Niederen Geest in einem Bereich von Quellgewässern des Lübelner Mühlenbaches. Süthen ist ein gut zu erkennender Rundling mit sektorförmigen Hofparzellen um einen kleinen Dorfplatz.
Das Mecklenburgische Urkundenbuch benennt 1296 den Ort mit „Suthem“. Der Dorfschulze und Chronist Johann Parum Schultze lebte im 17. und 18. Jahrhundert in Süthen. Sein Hof lag gegenüber dem nördlichen Eingang des Rundlings. Ein von ihm in Süthen erbautes Zweiständerhaus steht heute in Lübeln im Rundlingsmuseum. Er beschrieb in seinen Aufzeichnungen das Leben in Süthen und den umliegenden wendländischen Dörfern. 1929 wurde die Einheitsgemeinde mit Naulitz zusammengelegt. Im Rahmen der Gemeindegebietsreform wurde 1972 diese Gemeinde zu einem Ortsteil von Küsten. Der Ort hatte im 19. Jahrhundert über einhundertvierzig Einwohner. Süthen gehört zur Kirchengemeinde Küsten. In Dorf besteht neben einem Reiterhof auch ein Pferdeschutzhof, auf dem Pferde leben, die aus schlechter Haltung oder vor Schlachtung gerettet wurden.

## Nachweise
1. ↑  Wendland-Lexikon, Band 2, L–Z, Lüchow 2008, Seite 451.
2. ↑  Wendland-Lexikon, Band 2, L–Z, Lüchow 2008, Seite 452.
3. ↑  Website des PonyClubs Süthen
4. ↑  Website des Pferdeschutzhofes